# Madaktu
Madaktu va ser una ciutat elamita de situació incerta, prop de la frontera amb Mesopotàmia. Alguns autors pensen que podria ser la ciutat de Bàdaca (Βάδακη) mencionada per escriptors grecs antics. S'ha trobat una representació de la ciutat en un relleu neoassiri, on es veu que tenia una muralla, un o dos temples i un riu l'envoltava per dos costats.
Va ser la residència reial durant el que es coneix com Nou Imperi Elamita (800 aC-520 aC) i la capital de l'Elam des de potser el 700 aC. La ciutat tenia forts lligams i fortes discussions amb Assíria. Assurbanipal rei d'Assíria, la va saquejar i destruir cap a l'any 650 aC.